# Hesperonemastoma kepharti
Hesperonemastoma kepharti is een hooiwagen uit de familie Ceratolasmatidae.